# Юбилеен сборник по миналото на Копривщица
Юбилейният сборник по миналото на Копривщица е първото пространно изследване за историята на град Копривщица. Издадено е от Копривщенско благотворително дружество „20 април 1876 г.“ в София по случай 50-годишнината от Копривщенското възстание.
Сборникът съдържа два тома:
- I. 20 април 1876 год. – 20 април 1926 год. По случай 50-годишнината от Копривщенското въстание, 770 стр. + разгъваемо приложение
- II. Юбилеен сборник Копривщица 1837 – 1937 год. По случай 100 годишнината от рождението на Любен Каравелов – София. Фонд за написване и напечатване историята на Копривщица, 1937 г., 453 с.

Следосвобожденската историята на Копривщица е обект на изследване от редица учени (историци, краеведи и други специалисти), представени главно в събраните материали във втори том. Поместените спомени и статии, съставени от проф. архимандрит Евтимий Сапунджиев (1884 – 1943), значително обогатяват данните за културния и просветния живот след Освобождението на града на 29 декември 1877 г. Пред читателя оживяват интересни спомени, каквито са спомените за просветното дело на учителя Никола Беловеждов (1856 – 1930), роден в гр. Копривщица, участник в Априлското въстание от 1876 г., основател на Учителската взаимоспомагателна каса и първоначален учител след Освобождението в гр. София.

## Някои автори на монографии и спомени в „Юбилеенъ сборникъ по миналото на Копривщица“
- Андон Геров
- Анастас Иширков
- Боян Пенев
- Генчо Белчев
- Драгия Делиделвов
- Димирър Кацаров
- Евтимий Сапунджиев
- Иван Говедаров
- Йосиф I Български
- Лука Доросиев
- Лука Ослеков
- Михаил Маджаров
- Никола Беловеждов
- Петко Будинов
- Райна Кацарова
- Рада Киркович
- Симеон Варненски и Преславски
- Танчо Шабанов
- Христо Кесяков
- Христо Пулеков

## Издания
- Сапунджиев, Евтимий. Юбилеен сборник по миналото на Копривщица.   София, Копривщенско благотворително дружество „20 април 1876 г.“, 1926. с. 752.
- Сапунджиев, Евтимий. Юбилеенъ сборникъ по миналото на Копривщица Том 1-2.   София, Държавна печатница, 1926 – 1937. с. 770.
- Сборник. Юбилеенъ сборникъ по миналото на Копривщица.   София, Държавна печатница, 1926. с. 770.
- Сборник, Фрагменти. Юбилеен сборник по миналото на Копривщица.   София, Държавна печатница, 1926.
- Сапунджиев, Евтимий. Юбилеен сборник по миналото на Копривщица.   София, Издателси център „Боян Пенев“, 2009. ISBN 9789548712453. с. 772.
- Пулеков, Борис Лулчев. Туристико-исторически водачъ за градъ Копривщица и околностите му съ 101 илюстрации.   София, Копривщенско благотворително дружество „20 април 1876 г.“, 1939. с. 114.
- Сапунджиев, Евтимий. Копривщица - юбилеен албум – 1876 20. IV. 1926 г.   София, Копривщенско благотворително дружество „20 април 1876 г.“, 1926. с. 143.